# Decolya petiyagallae
Decolya petiyagallae är en insektsart som beskrevs av Henry, G.M. 1932. Decolya petiyagallae ingår i släktet Decolya och familjen vårtbitare. Inga underarter finns listade i Catalogue of Life.